# جورج برسي بادجر

جورج برسي بادجر (بالإنجليزية: George Percy Badger)‏ (1815 - 1888 م) هو مستشرق إنكليزي.

## آثاره
من آثاره:
- صنف بمعاونة فارس الشدياق: «المحاورة الأنسية»، وهي حوار وتمارين في النحو، بالعربية والإنكليزية (مالطة، 1840 م).
- معجم الذخيرة العلمية بالعربية والإنكليزية، عاونه فيها رزق الله حسون (لندن 1881 م، هرفرد 1898 م).[1]